# Doudleby nad Orlicí
Doudleby nad Orlicí település Csehországban, Rychnov nad Kněžnou-i járásban. Doudleby nad Orlicí Vrbice, Svídnice, Potštejn, Lupenice, Vamberk, Tutleky, Záměl, Kostelec nad Orlicí és Chleny településekkel határos. Lakosainak száma 1770 fő (2024. január 1.).

## Népesség
A település lakosságának változását az alábbi diagram mutatja:
| Lakosok száma | 1257 | 1817 | 2243 | 1903 | 2108 | 1935 | 1839 | 1791 | 1747 | 1770 |
|               | 1869 | 1890 | 1921 | 1950 | 1980 | 2001 | 2017 | 2019 | 2022 | 2024 |